# تام‌جانگ
تام‌جانگ (به ویتنامی: Xã Tam Giang) یک قصبه و روستا در ویتنام است که در استان کاماو واقع شده‌است.